# Theo Bosch
Theo Bosch (Amsterdam, 24 februari 1940 – aldaar, 6 april 1994) was architect en een belangrijke vernieuwer van de naoorlogse Nederlandse volkshuisvesting.

## Leven en werk
Hij werkte samen met bewoners en hield rekening met de omgeving waarin zijn gebouwen kwamen te staan. Licht en ruimte waren bij hem belangrijke begrippen en het menselijk welzijn stond centraal in de door hem ontworpen gebouwen. Hij was bereid hiervoor te vechten en zich niet af te laten schepen door het bureaucratisch apparaat van overheidsregels.
Van 1971 tot 1982 werkte hij samen met Aldo van Eyck. Omstreeks die tijd kwam het ontwerp voor het stadsvernieuwingsgebied te Zwolle tot stand. Omdat Zwolse woningbouwverenigingen niet wilden meewerken werd Sanders Bouwbedrijf uit Arnhem ingeschakeld als projectontwikkelaar.waarbij de geplande huurwoningen in premiekoopwoningen werden veranderd. Verder ontwierpen ze onder andere het P.C. Hoofthuis aan het Singel te Amsterdam. Het ontwerp leidde in 1982 tot een breuk tussen beiden, waarna Bosch zijn eigen bureau oprichtte en het gebouw in 1983 onder zijn eigen naam voltooide. Het P.C. Hoofthuis staat nu te boek als belangrijkste werk van Theo Bosch.
Met J. van Berge ontwierp Bosch in 1975 het Pentagon-complex bij de Zuiderkerk. Omdat dit complex boven de metro buis werd gesitueerd moest er een speciale constructie - met rubberen blokken - worden bedacht om het geluid van de metro te dempen.
In 1988 kreeg hij goedkeuring op zijn ontwerp van het Willemshuis aan de Stadhouderskade, de plaats van het afgebrande Van Nispenhuis.
Niet alleen het stedenbouwkundig plan van de Nieuwmarktbuurt is van Theo Bosch, dat geldt ook voor de architectonische uitwerking van veel van de panden. Hij voerde er negen projecten uit, en had de supervisie over een tiental andere. Verreweg het belangrijkste project is het Pentagon aan de Sint Antoniesbreestraat. Daar komen de ideeën van Bosch (en Van Eyck) het duidelijkst voor het voetlicht: de ‘compacte functiemenging’ van wonen en werken, het ‘goede gedrag’ van gebouwen in de ‘georganiseerde chaos’ van de bestaande omgeving.
Zijn laatste Amsterdamse project heeft Theo Bosch niet meer in voltooide staat kunnen zien: het Faciliteitengebouw of Voorlichtingspaviljoen op het Binnengasthuisterrein, een ovaal paviljoen dat met een glazen navelstreng verbonden is met het hoofdgebouw van de kinderkliniek van Amsterdamse-Schoolvoorloper J.M. van der Mey uit 1911.
Voor zijn ontwerp van de Utrechtse wijk Voordorp ontving Bosch de Rietveldprijs.
Bosch stierf op 54-jarige leeftijd aan een hartstilstand. In 2017 vernoemde de gemeente Amsterdam brug 230 naar hem.

## Galerij

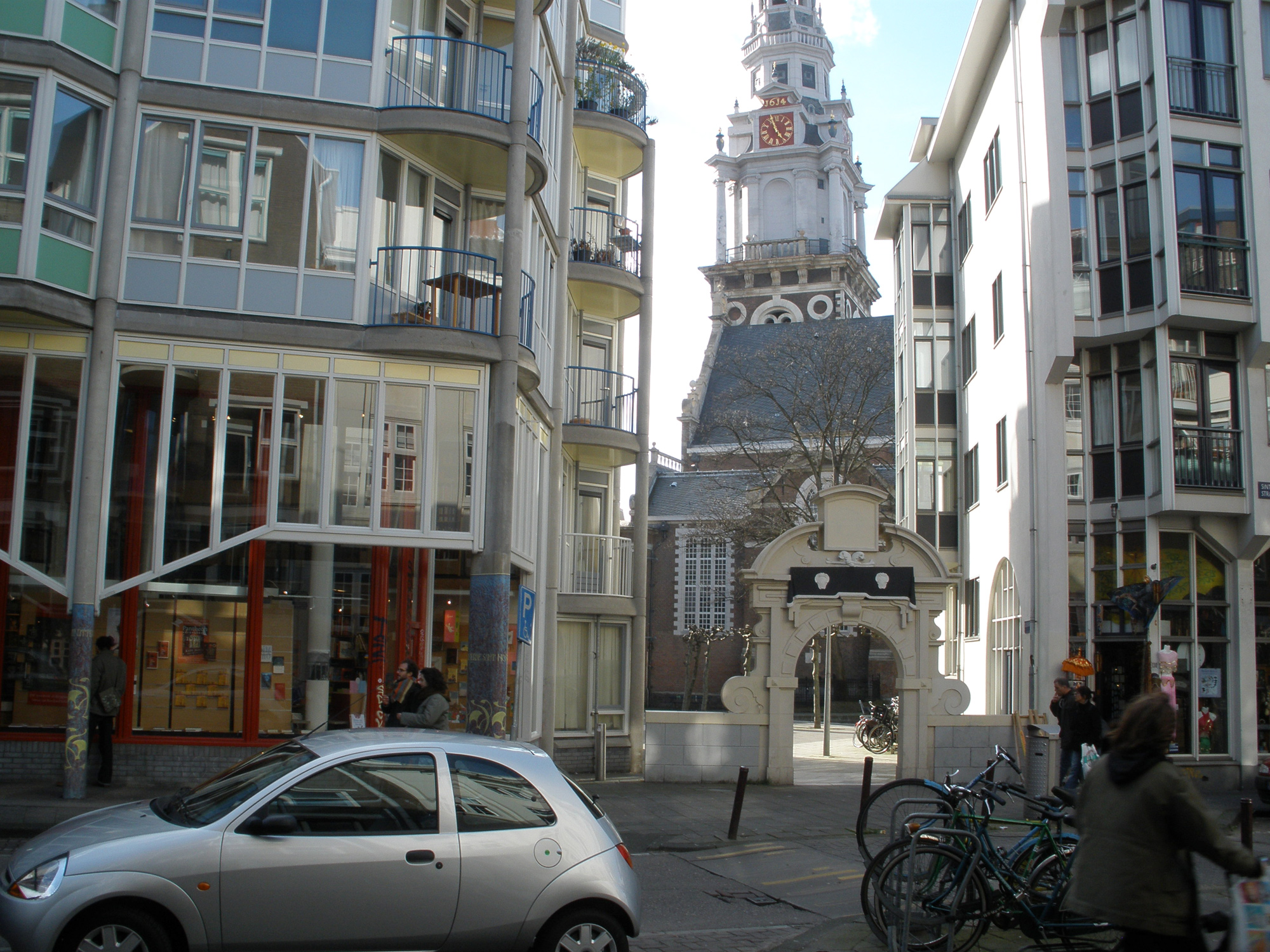
Het 'Pentagon' aan de Sint Antoniesbreestraat, met het Zuiderkerkhof en de Zuiderkerk in de Nieuwmarktbuurt.
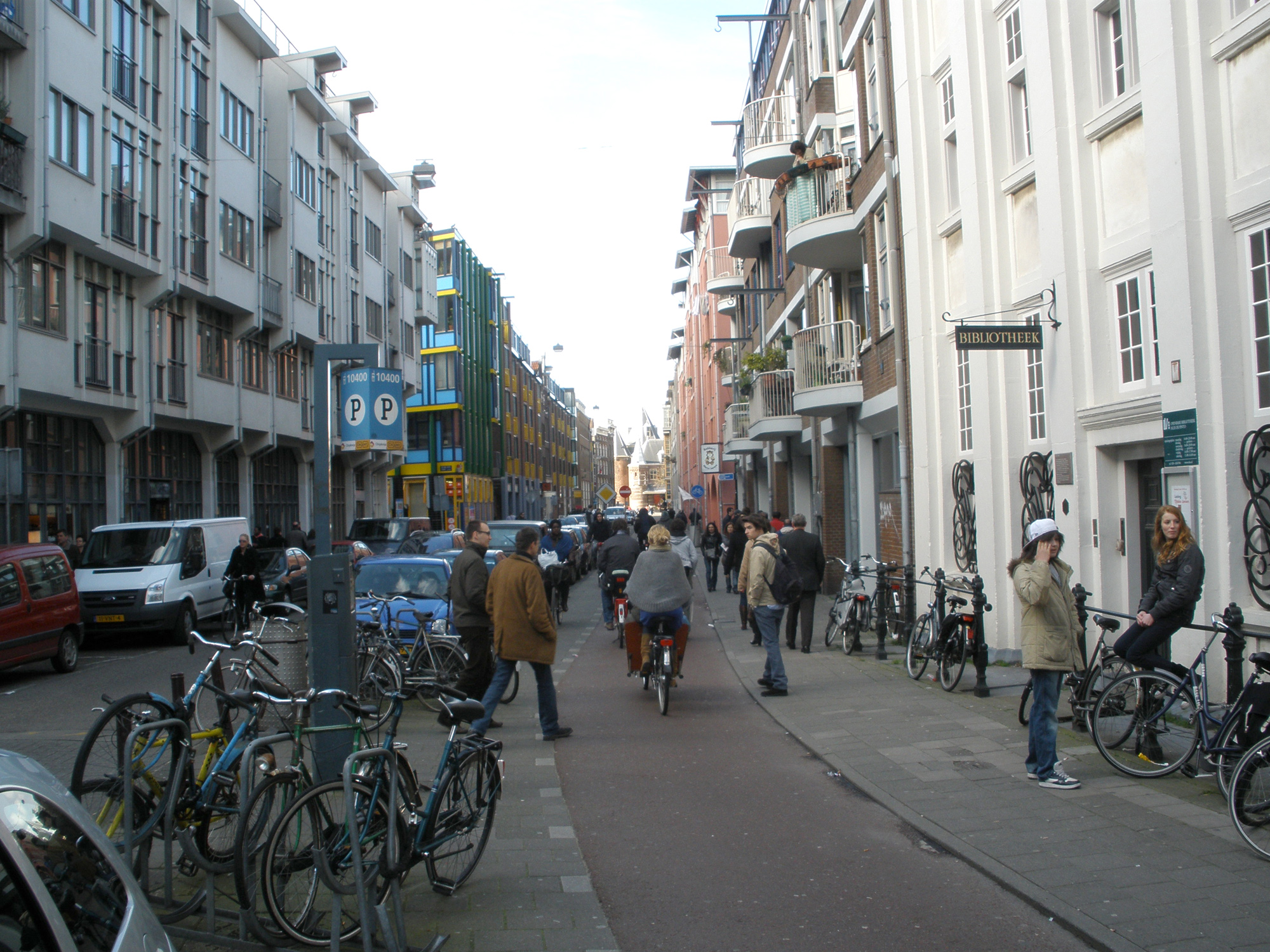
Nieuwbouw van Theo Bosch aan de Sint Antoniesbreestraat in de Nieuwmarktbuurt.
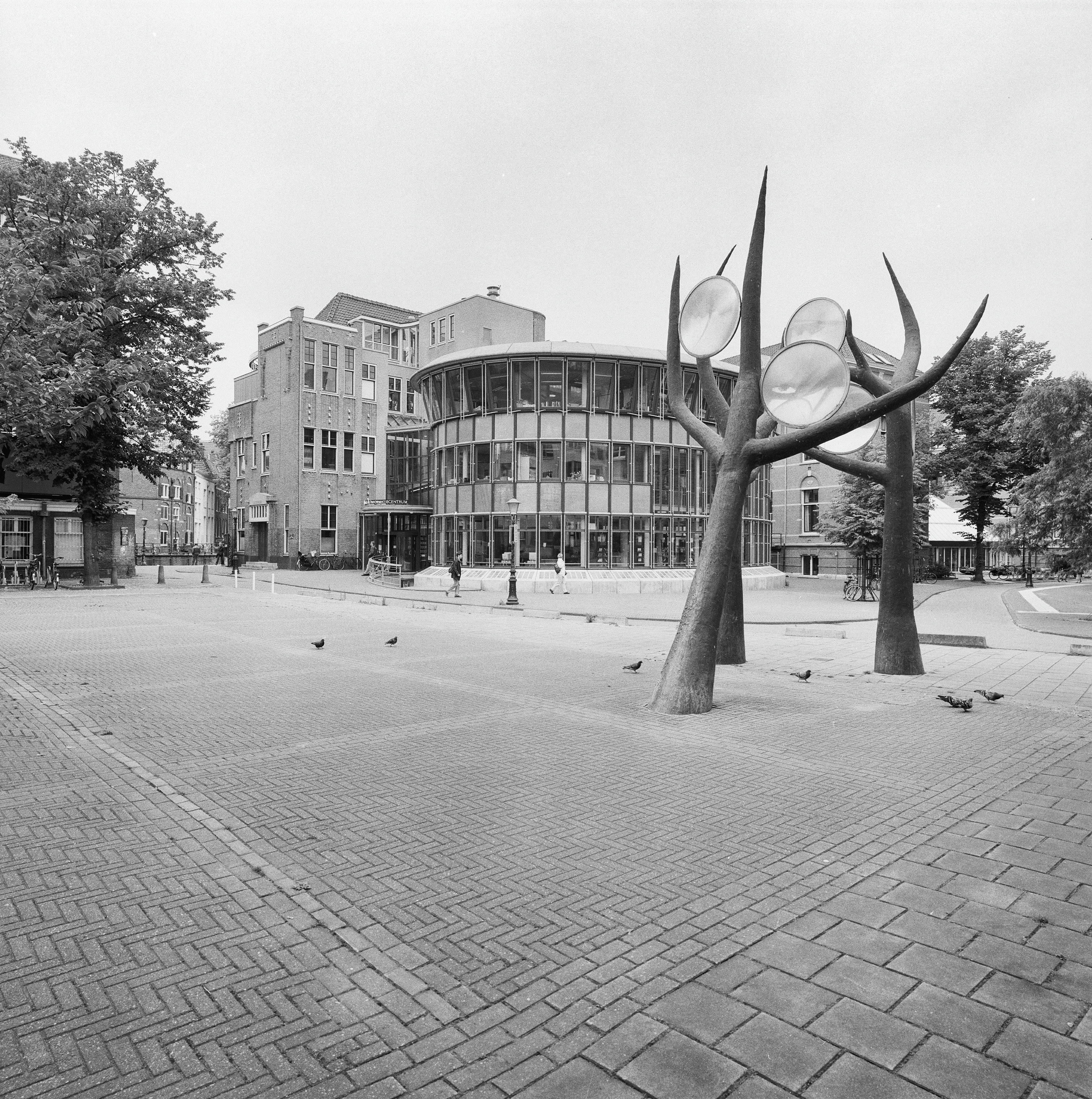
Binnengasthuisterrein: exterieur, overzicht ovaalvormige bibliotheek met daarachter de achtergevel van het Administratiegebouw; 1998.